# Cantón de Aramon
El cantón de Aramon era una división administrativa francesa, que estaba situada en el departamento de Gard y la región de Languedoc-Rosellón.

## Composición
El cantón estaba formado por nueve comunas:
- Aramon
- Comps
- Domazan
- Estézargues
- Meynes
- Montfrin
- Saint-Bonnet-du-Gard
- Sernhac
- Théziers

## Supresión del cantón de Aramon
En aplicación del Decreto nº 2014-232 de 24 de febrero de 2014, el cantón de Aramon fue suprimido el 22 de marzo de 2015 y sus 9 comunas pasaron a formar parte; siete del nuevo cantón de Redessan y dos del nuevo cantón de Beaucaire.